# Club Deportivo Voleibol Textil Santanderina
El Club Deportivo Voleibol Textil Santanderina es un club de voleibol de la localidad de Cabezón de la Sal, Cantabria, España. Compite en Superliga Masculina bajo la denominación de Voley Textil Santanderina.

## Historia
El club se funda en 1974 para fomentar el voleibol desde la base. Lo hace en la pequeña localidad de Cabezón de la Sal. En 1975 el club pasa a estar federado a partir de la base de voleibol existente en el Colegio Igareda y jugadores procedentes del Torrelavega OJE. El profesor de Educación Física, D. Antonino Pellón Fernández, fue su fundador y primer presidente, cargo en el que estuvo durante varios años. Desde la temporada 1984-85 hasta la temporada 1992-93 estuvo en el cargo el exjugador Fernando Gutiérrez Díaz al cual sustituyó el también exjugador José Manuel Alonso García. Desde el inicio realizaba las funciones de Delegado del Club Luis Andrés de Ceballos Alzaga.
Del 18 al 21 de julio de 1980 tomó parte en el Torneo Internacional IVOY´80 en Vechta (Alemania) con equipos de Inglaterra, Holanda, Bélgica, Suecia, Francia, Suiza, Alemania, Dinamarca, Luxemburgo, Austria y como único representante de España el C. D. Voleibol Textil Santanderina.
Del 19 al 21 de agosto de 1988 tomó parte en el 15º Internationaal Volleyballtornooi en Kieldrecht (Bélgica) con equipos de Canadá, Checoslovaquia, Dinamarca, Alemania, Inglaterra, Francia, Italia, Holanda, Noruega, Austria, Polonia, Portugal, Escocia, Finlandia, Estados Unidos, Luxemburgo, Bélgica, Irlanda, Argelia y como único representante de España el C.D. Voleibol Textil Santanderina, quedando clasificado en su categoría, en 5º lugar entre 16 equipos.
Durante su trayectoria como Club de Voleibol se han organizado varias competiciones importantes, entre ellas varias fases de ascenso de Segunda a Primera División, por ejemplo en las temporadas 1990-91, celebrándose las mismas en las instalaciones de cabezón de la Sal y Torrelavega; 1994-95, que lo fueron en las instalaciones de Cabezón de la Sal y San Vicente de la Barquera, etc. Pero la más importante fue durante los dias29, 30 y 31 de mayo y 1 y 2 de junio de 1997 la organización del Campeonato Premundial Junior con la participación de las Selecciones Nacionales de Ucrania, Grecia, Holanda y España.

### Ascenso a Superliga 2
Tras muchos años trabajando el voleibol base, el equipo de José I. Marcos Salazar consiguió el ascenso a la categoría de plata en la primavera de 2012. La temporada fue muy buena. El equipo logró salvar la categoría con tiempo y se situó en la zona noble de la tabla. Además, se consiguió la clasificación para la Copa Príncipe.Fueron encuadrados contra el Emevé Lugo, un club histórico en horas bajas que no les puso las cosas fáciles. Perdieron el primer set y pese a la reacción rápida de los cabezones, fueron eliminados.
En la segunda temporada en esta categoría, se mejoraron los números obtenidos el pasado año. Fueron uno de los equipos a batir en la competición. Pocos lo consiguieron, por lo que terminaron la liga en segunda posición. Como la otra vez, se clasificaron para la Copa Príncipe, pero esta vez superaron sin mucha dificultad al Mediterráneo de Castellón. En la final les esperaba el CV AA Llars Mundet a quien no lograron ganar.

### Ascenso a Superliga
La temporada 2014/2015 era la primera en la historia del club en la máxima categoría del voleibol español. Con José I. Marcos Salazar al frente, se había conseguido un doble ascenso en apenas 3 años. Era el momento de consolidarse en la cúspide del voleibol y lo consiguieron. Después de una competición marcada por la crisis económica, los de Cabezón fueron capaces de mantener la categoría.
Las siguientes temporadas serían muy parecidas, cada vez había más gente que quería ver a la Textil Santanderina y esto fue creando afición. El voleibol empezaba a estar en boca de la gente de esta región cántabra. En el verano de 2017, iban a armar un equipo para una de las superligas con más dificultad en años. Pese a la gran competencia por no descender, la Textil Santanderina lograría victorias de gran importancia ante el FC Barcelona y el Ushuaïa Ibiza Voley.
El cambio llegó con la temporada siguiente. El equipo ya estaba estabilizado en la Superliga y quería dar un paso adelante para pelear por la zona noble de la tabla. Para ello debía convertir en un fortín su Cabezón de la Sal y con un total de 7 victorias de 11 posibles se podría decir que lo consiguieron. Esto sumado a algunos resultados favorables hizo que Textil consiguiera completar la mejor temporada de su historia hasta el momento quedando en sexta posición. Aunque no disputaron la Copa del Rey y los Play Offs por el título, el equipo se había presentado en sociedad ante el resto de clubes convirtiéndose en un rival rocoso y peleón.

### Entre los grandes
Llegaba el sexto año consecutivo en Superliga y tocó hacer un cambio de plantilla. La buena temporada de los de José Ignacio no pasó desapercibida para ningún equipo importante a nivel nacional. Solo Francisco J. Calzón, José Osado y Máximo Barcena 'Chimo' continuaban respecto a la edición anterior por lo que tuvieron que realizar muchos fichajes. Así fue como se dieron las llegadas de Andy Rojas y Oleksandr Gryuk desde la República Checa y Francisco Soteldo desde Bulgaria. Además con el regreso a las pistas de Fernando Fernández y la contratación de César López y Marcos Blanco para dotar de juventud al equipo, solo faltaba la guinda al pastel. Así fue como llegó Cheng-Yang Wu, conocido como Sunny, desde el Acqua Fonteviva Apuana Livorno de la Serie A2 italiana.
Con todo el engranaje en marcha, el equipo iba a conseguir su mejor arranque en la historia consiguiendo las victorias ante Arenal Emevé, C.V. Melilla y Vecindario ACE Gran Canaria. Tres resultados favorables que pusieron al equipo líderes de la competición regular por primera vez en su historia. Aunque fue una condición que pronto iban a perder para acabar quedando fuera de la Copa del Rey y con el prematuro final de la temporada mantendrían la categoría un año más.
La Pandemia de Covid-19 trajo cambios en el club a nivel interno con la marcha del técnico que había conseguido el ascenso y la estabilidad del club en Superliga, José I. Marcos Salazar, en su lugar el conjunto norteño ficharía al técnico hispano-argentino procedente del UBE L'Illa Grau, Marcelo De Stefano.

### Un regreso complicado a la élite
Tras el regreso del equipo a la Superliga, el club contrató a Raúl Rocha para dirigir al primer equipo, aunque tras un inicio de competición donde se encadenó 6 derrotas consecutivas, el club decidió prescindir de los servicios del entrenador cacereño el 8 de noviembre de 2022. En su lugar, al día siguiente, se anunció la contratación de Marcelo Benavidez para dirigir al equipo desde la jornada 7 ante el Léleman Conqueridor Valencia.

## Entrenadores
| País      | Entrenador                    | Temporadas  |
| --------- | ----------------------------- | ----------- |
| España    | José Ignacio Marcos Salazar   | 2013 - 2020 |
| Argentina | Marcelo De Stefano            | 2020 - 2022 |
| España    | Raúl Rocha                    | 2022        |
| Argentina | Marcelo Benavidez             | 2022 - 2023 |
| España    | Héctor Daniel Gallardo Pujado | 2023 - Act  |

## Palmarés
Nota: en negrita competiciones vigentes en la actualidad.
| Competición nacional | Títulos            | Subcampeonatos     |
| -------------------- | ------------------ | ------------------ |
| Superliga 2 (0/2)    |                    | 2013-14 y 2021-22. |
| Copa Príncipe (3/1)  | 2022, 2024 y 2025. | 2014               |

Trayectoria deportiva
Competiciones disputadas:
- Superliga (8): 2014/2015, 2015/2016, 2016/2017, 2017/2018, 2018/2019, 2019/2020, 2020/2021 y 2022/2023.

- Superliga 2 (4): 2012/2013, 2013/2014, 2021/2022 y 2023/2024.

- Copa del Príncipe (5): 2013, 2014, 2022, 2024 y 2025.